# Saxifraga tricuspidata
Saxifraga tricuspidata — вид трав'янистих рослин родини Ломикаменеві (Saxifragaceae), поширений на півночі Північної Америки. Етимологія: лат. tri — «три», лат. cuspis — «гострий».

## Опис
Рослини утворюють вільні килимки, з подовженим каудесом або кореневищем. Листки стеблові; черешок відсутній; листові пластини (часто червонуваті), від лінійних до клиноподібних, 1–3-розділені чи зубчасті верхівково (дистальні нерозділені), рідше всі нерозділені, 5–20 мм, шкірясті, краї цілі, м'яко-залозисто-війкові, гостра вершина, поверхні голі. Суцвіття 3–10-квіткові, 4–10(24) см. Пелюстки від білого до вершкового кольору, 4–7 мм, жовто-, оранжево- та червоно-плямі. 2n= 26(2x).

## Поширення
Північна Америка: Ґренландія, Канада, Аляска — США. Населяє відкриті піщані, гравійні або кам'янисті ділянки, узлісся, трав'яні схили, скелясті хребти, кам'янисту тундра; 0–3000 м.